# Confaloniero

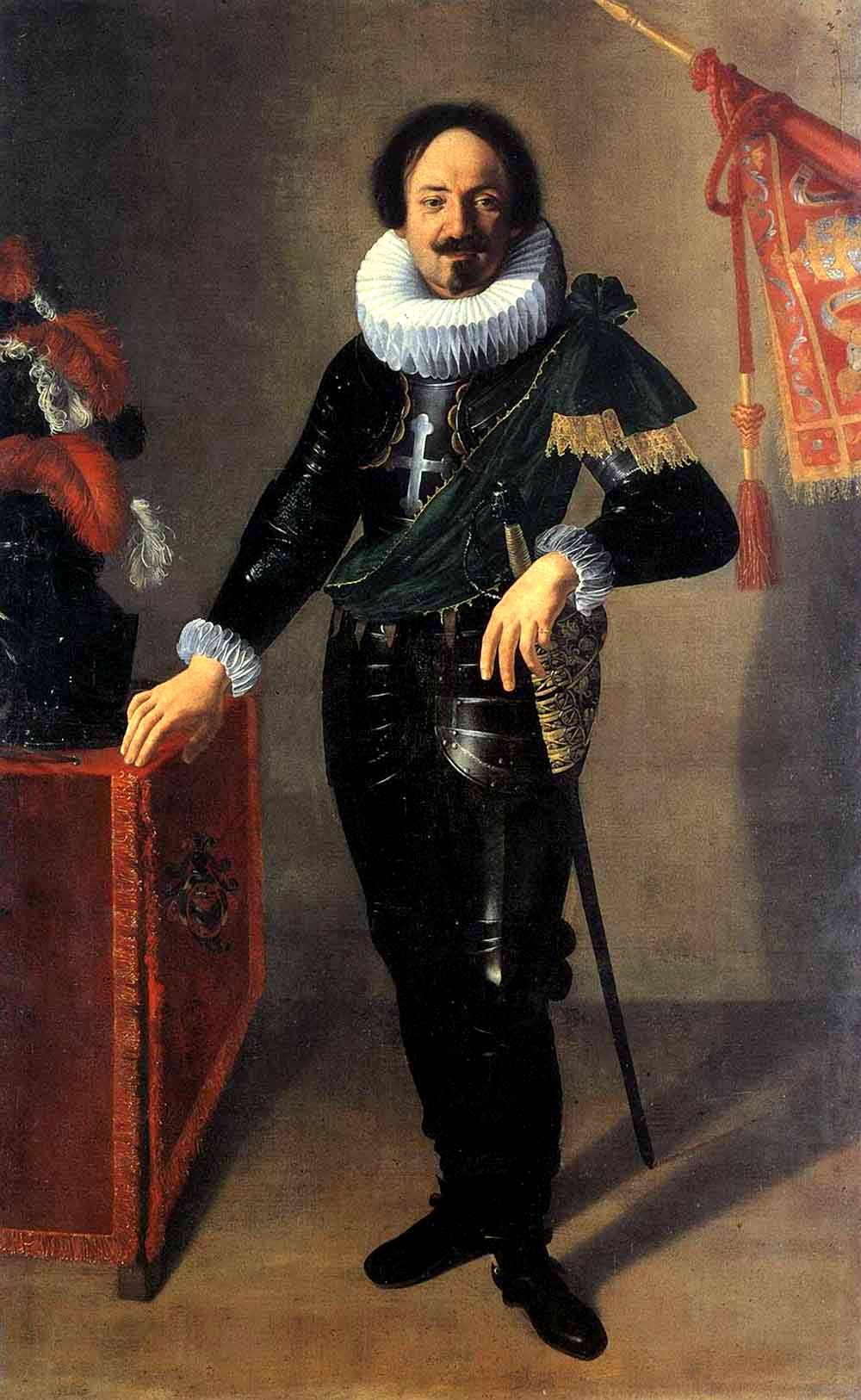
Retrato de un confaloniero de Artemisa Gentileschi, Palacio de Accursio, Bolonia. El caballero Pietro Gentile está representado como confaloniero de Bolonia, con el estandarte en segundo plano.

El confaloniero o gonfaloniero es un alférez o portaestandarte y, en ciertas ciudades italianas (especialmente en Florencia), dio nombre durante la Edad Media y el Renacimiento a un cargo municipal (en italiano, gonfaloniere).

## Etimología
El término deriva de la palabra gonfalone. Procede del alemán fahne, «bandera», a través de la palabra francona gundfano, que significaba propiamente «bandera de combate».

## Funciones
En Florencia, el confaloniero era uno de los nueve ciudadanos elegidos cada bimestre de forma rotativa para formar el gobierno. Era el abanderado de la ciudad de Florencia y custodio de su estandarte. Para distinguirlo de los otros ocho miembros, su escudo de armas, tramado en armiño, estaba además adornado con estrellas doradas. Cada rione (barrio) de Florencia tenía su propio priore, que podía ser seleccionado para el concejo, y su propio gonfaloniere di compagnia, elegido entre las principales familias de cada barrio.

## En otras ciudades
Otras comunas del centro y norte de Italia, desde Spoleto hasta  El Piamonte, elegían o nombraban gonfalonieri. La familia Bentivoglio de Bolonia aspiró a este cargo durante el siglo XVI. Cien años después, cuando Artemisa Gentileschi pintó un retrato de Pietro Gentile como confaloniero de Bolonia (1622), con el estandarte en segundo plano, el cargo era ya una mera formalidad. Por 1800 en Marciana, Marina, Isla de Elba, fue Gonfaloniere, el Cavaliere Francesco Braschi Costa (1753-1841).